# ساختمان شهرداری سنندج

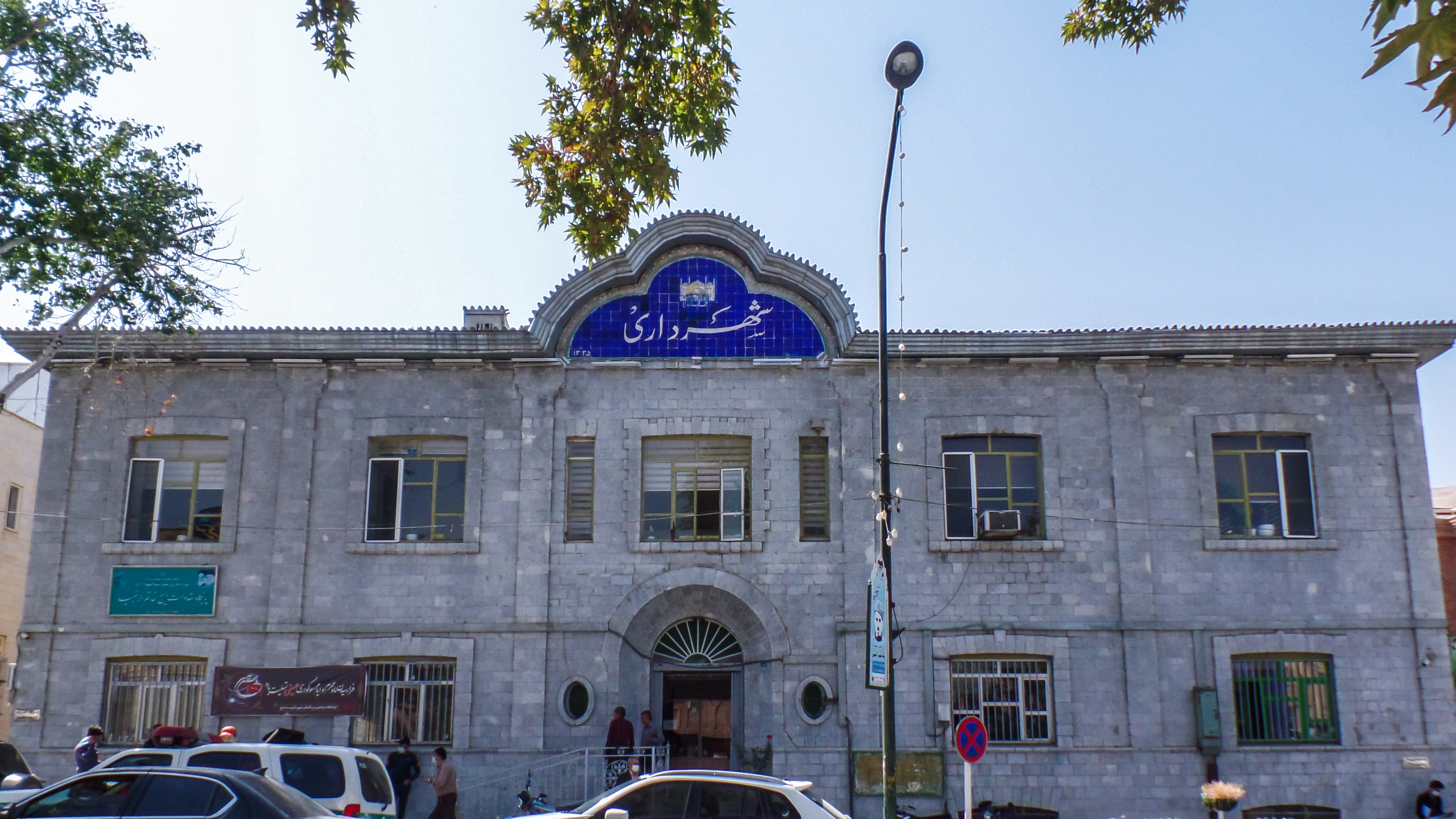
ساختمان شهرداری سنندج

ساختمان شهرداری در ضلع جنوب خیابان امام خمینی، کمی پایین‌تر از مسجد جامع سنندج قرار دارد. این بنا که اولین ساختمان شهرداری در شهر سنندج است، در سه طبقه ساخته شده و از فضاهای مختلفی برخوردار است.
نمای این ساختمان از سمت خیابان امام خمینی، سنگی است و در نمای داخلی آن در ضلع جنوبی، ترکیبی از سنگ و آجر به کار رفته است. استفاده از سنگ و آجر در نماهای ساختمان و همچنین استفاده از پیچ و مهره برای اتصال تیر آهن‌های سقف، از ویژگی‌های این ساختمان است.
این ساختمان در زمان دولت محمد مصدق و توسط «سید ابراهیم مختارپوریانی» معمار قدیمی و سرشناس سنندجی ساخته شده است.